# Kongres Narodowy (Chile)

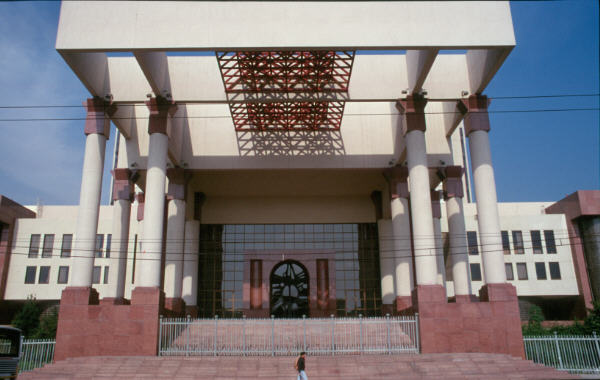
Budynek Parlamentu

Kongres Narodowy – bikameralny parlament Chile.
Kongres został powołany do życia w dniu 4 lipca 1811 roku. Parlament składa się z dwóch izb, Izby Deputowanych (niższa izba) składająca się z 120 członków oraz Senatu (wyższa izba) składająca się z 38 parlamentarzystów.
Istnienie parlamentu jest zapewnione przez chilijską konstytucję. Siedziba parlamentu została przeniesiona za czasów Augusto Pinocheta do miasta Valparaíso, który leży około 140 km od stolicy Chile, Santiago.